# 庞坦
庞坦（法語：Pantin，法語發音：[pɑ̃tɛ̃] ⓘ），法国中北部城市，法兰西岛大区塞纳-圣但尼省的一个市镇，隶属于博比尼区，其市镇面积为5.01平方公里，2022年1月1日时人口数量为60,954人，在法国城市中排名第94位。
庞坦位于塞纳-圣但尼省中西部，西南侧与巴黎市区接壤，是巴黎的一个近郊卫星城，通过巴黎地铁5号线及法兰西岛大区快铁E线连接巴黎市区。

## 地名来源
根据当地市政档案馆网站的论述，“Pantin”一名最初于公元17世纪被记载，该名称最初的形式可能为“Pentini”，后者可能出自凯尔特语，其含义与沼塘或湿地有关。
2023年，庞坦市长宣布该市改名“庞蒂娜”（法語：Pantine，一译潘婷），為期一年，旨在呼吁男女平等。
此外，因翻译标准不同，“Pantin”在部分汉语资料中又被译为庞丹或潘丹。

## 历史

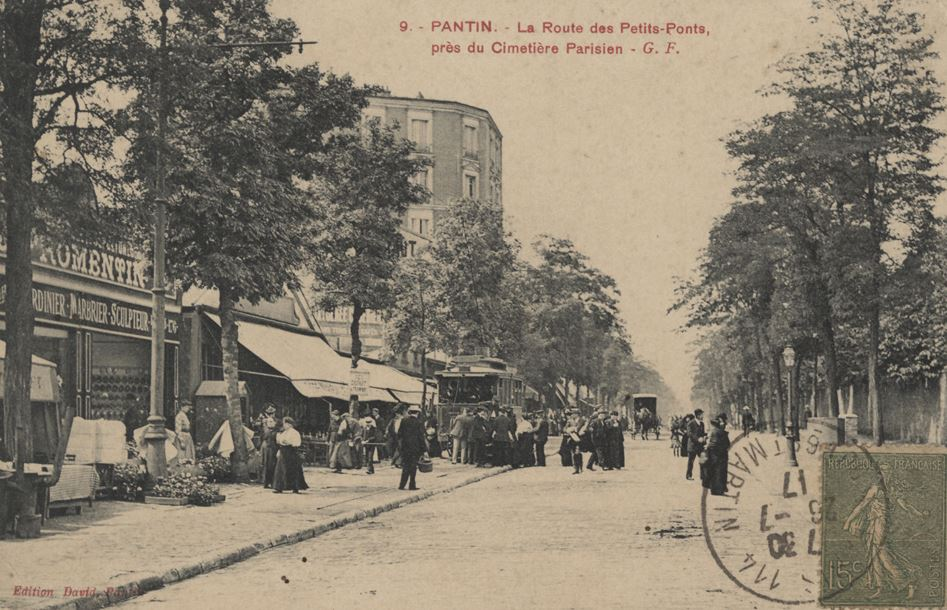
20世纪初的庞坦街头

庞坦的早期历史尚不清楚。根据当地官方网站的论述，庞坦历史上长期为一处普通农业村落。法国大革命后，庞坦成为塞纳省的一个市镇。工业革命期间，得益于巴黎的城市扩张，庞坦人口数量逐年增加。1822年，连通塞纳河的乌尔克运河凿通，该运河使得庞坦成为一个内河水陆码头，其港口附近建成了面粉加工厂。1846年，途径庞坦的巴黎—米卢斯铁路建成通车。1867年，庞坦南部的部分街区被划入新成立的莱利拉市镇范围内。19世纪中后期，随着城市化进程的推进，庞坦境内的出现了多处手工业部门，市区西北部的四路（Quatre-Chemins）街区附近形成工人社区，此外当地原有的屠宰场亦得到现代化改造。1886年，庞坦市政厅大楼建成。20世纪初，庞坦境内出现了多条有轨电车线路，后于20世纪30年代逐渐被公共汽车取代。1942年，巴黎地铁5号线延伸至庞坦境内。1944年8月15日，纳粹德军曾利用庞坦火车站向集中营运输了最后一批囚犯。二战后，庞坦境内的主要工业部门相继关闭或外迁，当地新建了多处集中式居民公寓。1968年，塞纳省被撤销，庞坦被划入新成立的塞纳-圣但尼省。自20世纪末以来，庞坦政府推动一系列城市改造工程，一些废弃建筑被改造成为艺术中心或创意产业园。自2016年起，庞坦成为大巴黎都会区的组成部分。

## 地理

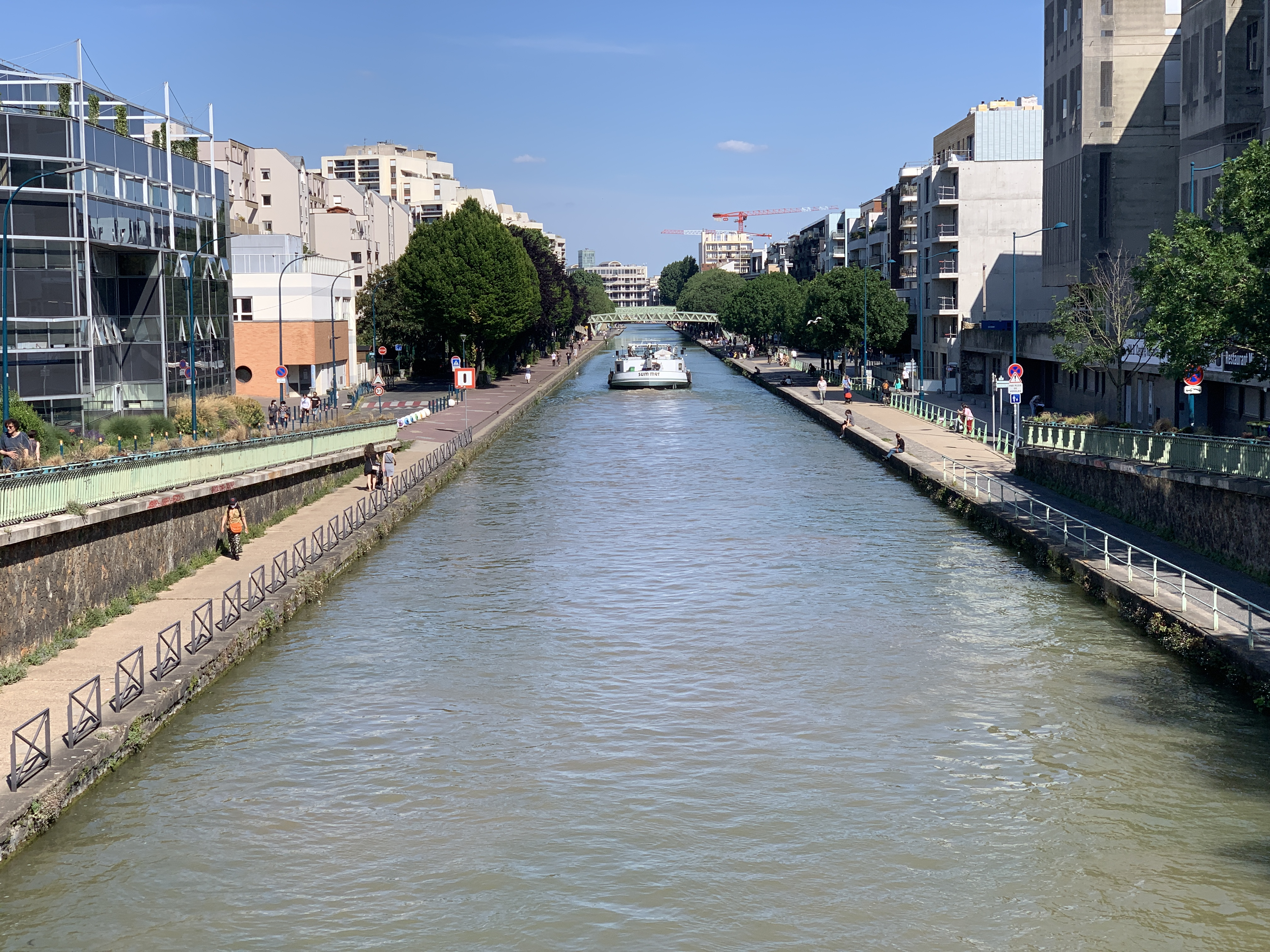
庞坦市镇范围地图

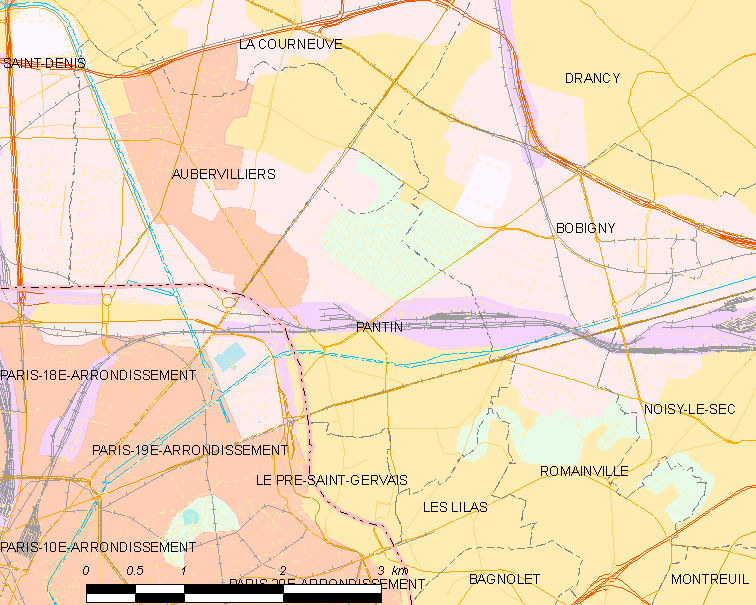
庞坦境内的乌尔克运河

庞坦位于法国中北部，法兰西岛大区中北部和塞纳-圣但尼省中西部，距离省会博比尼大约3.5公里。与庞坦接壤的市镇包括：巴黎、欧贝维利耶、博比尼、拉库尔讷沃、莱利拉、勒普雷圣热尔韦、和罗曼维尔。

### 地形
庞坦位于巴黎盆地腹地，境内以平原为主，市镇中心地势较为平坦，市区东南部靠近罗曼维尔的部分地势略高，全境海拔在38到108米之间。

### 水文
庞坦位于塞纳河流域范围内，人工开凿的乌尔克运河横贯庞坦市区。

### 植被
庞坦属于温带阔叶混交林区，林地主要分布于市区东南部的坡地地带，镇中心的斯大林格勒公园（Parc Stalingrad）及蒙戈尔菲耶广场（Square Montgolfier）是当地主要的城市绿地。
在鲜花城市的评比中，庞坦被评为3星级鲜花城市。

### 气候
庞坦在柯本气候分类法中属于温带海洋性气候（Cfb）。
距离庞坦最近的常年气象站位于勒布尔歇境内，以下为该气象站的数据：
| 勒布尔歇 1981年－2019年 | 勒布尔歇 1981年－2019年 | 勒布尔歇 1981年－2019年 | 勒布尔歇 1981年－2019年 | 勒布尔歇 1981年－2019年 | 勒布尔歇 1981年－2019年 | 勒布尔歇 1981年－2019年 | 勒布尔歇 1981年－2019年 | 勒布尔歇 1981年－2019年 | 勒布尔歇 1981年－2019年 | 勒布尔歇 1981年－2019年 | 勒布尔歇 1981年－2019年 | 勒布尔歇 1981年－2019年 | 勒布尔歇 1981年－2019年 |
| 月份                    | 1月                     | 2月                     | 3月                     | 4月                     | 5月                     | 6月                     | 7月                     | 8月                     | 9月                     | 10月                    | 11月                    | 12月                    | 全年                    |
| ----------------------- | ----------------------- | ----------------------- | ----------------------- | ----------------------- | ----------------------- | ----------------------- | ----------------------- | ----------------------- | ----------------------- | ----------------------- | ----------------------- | ----------------------- | ----------------------- |
| 历史最高温 °C（°F）     | 16.1 (61.0)             | 20.8 (69.4)             | 24.7 (76.5)             | 31.9 (89.4)             | 35 (95)                 | 36.9 (98.4)             | 42.1 (107.8)            | 40.2 (104.4)            | 35.3 (95.5)             | 29.4 (84.9)             | 21.3 (70.3)             | 17.2 (63.0)             | 42.1 (107.8)            |
| 平均高温 °C（°F）       | 7 (45)                  | 8.2 (46.8)              | 12 (54)                 | 15.3 (59.5)             | 19.2 (66.6)             | 22.4 (72.3)             | 25.1 (77.2)             | 25 (77)                 | 21.1 (70.0)             | 16.3 (61.3)             | 10.7 (51.3)             | 7.4 (45.3)              | 15.8 (60.4)             |
| 日均气温 °C（°F）       | 4.3 (39.7)              | 4.9 (40.8)              | 7.9 (46.2)              | 10.5 (50.9)             | 14.3 (57.7)             | 17.3 (63.1)             | 19.6 (67.3)             | 19.4 (66.9)             | 16.1 (61.0)             | 12.3 (54.1)             | 7.6 (45.7)              | 4.9 (40.8)              | 11.6 (52.9)             |
| 平均低温 °C（°F）       | 1.7 (35.1)              | 1.6 (34.9)              | 3.9 (39.0)              | 5.7 (42.3)              | 9.4 (48.9)              | 12.2 (54.0)             | 14.2 (57.6)             | 13.9 (57.0)             | 11.1 (52.0)             | 8.3 (46.9)              | 4.5 (40.1)              | 2.3 (36.1)              | 7.4 (45.3)              |
| 历史最低温 °C（°F）     | −18.2 (−0.8)            | −16.8 (1.8)             | −9.6 (14.7)             | −3.7 (25.3)             | −1.6 (29.1)             | 0.9 (33.6)              | 3.5 (38.3)              | 1.9 (35.4)              | 0.1 (32.2)              | −5.6 (21.9)             | −9.5 (14.9)             | −15.1 (4.8)             | −18.2 (−0.8)            |
| 平均降水量 mm（）       | 49.6 (1.95)             | 42 (1.7)                | 50.2 (1.98)             | 49.8 (1.96)             | 61.1 (2.41)             | 55 (2.2)                | 59.2 (2.33)             | 49 (1.9)                | 49.3 (1.94)             | 64.8 (2.55)             | 50.9 (2.00)             | 59.8 (2.35)             | 640.7 (25.22)           |
| 月均日照時數            | 62                      | 75.1                    | 125                     | 165.8                   | 193.3                   | 206.9                   | 215.7                   | 206.2                   | 160.2                   | 111.2                   | 65.1                    | 50.8                    | 1,637.3                 |
| 来源：infoclimat.fr     |                         |                         |                         |                         |                         |                         |                         |                         |                         |                         |                         |                         |                         |

## 行政区划
庞坦的市镇编号为93055，邮政编号为93500。
在行政管理方面，庞坦隶属于法国法兰西岛大区塞纳-圣但尼省博比尼区；在地方选举方面，庞坦是庞坦县的中央投票站所在地，其市镇范围全境被划入塞纳-圣但尼省第六选区；在社会管理方面，庞坦是大巴黎都会区和东部集体土地管理局的组成部分。
截至2024年6月，庞坦市镇范围内的星星-格雷米隆-石桥-莱库尔蒂利耶尔（Etoile - Grémillon - Pont de Pierre - Les Courtillière）片区为城市敏感街区；莱库尔蒂利耶尔-石桥（Les Courtillières - Pont-De-Pierre）、四路（Quatre Chemins）和七英亩-斯大林格勒（Sept Arpents - Stalingrad）三个街区为城市政策优先街区，后三者实行街区自治制度。
法国国家统计与经济研究所（简称）在进行数据统计时，将庞坦及相邻的另外428个市镇设为巴黎城市核心区（2020年扩充至431个），并将包括核心区在内的周边共1,794个市镇划为巴黎城市区。自2020年起，巴黎城市区被包含1,949个市镇的巴黎城市辐射区代替。此外，还将庞坦市镇分为了17个“块区”（IRIS），以便于统计人口分布情况。

## 交通

### 公路
法国国道N2线（让·饶勒斯街）和N3线（让·博利夫街）分别经过庞坦市区北部和中南部，庞坦境内的大部分街道已完成城市化改造，配有排水、照明、人行道等设施。
| 巴黎 庞坦门 | 1 |

| 博比尼 | 4.6 |

| 欧贝维利耶 | 2.5 |

| 邦迪 | 7 |

2020年，40.7%的庞坦家庭拥有至少一辆私人汽车。2021年，庞坦境内共发生各类交通事故61起，造成1人遇难，71人受伤，其中10人重伤。

### 铁路

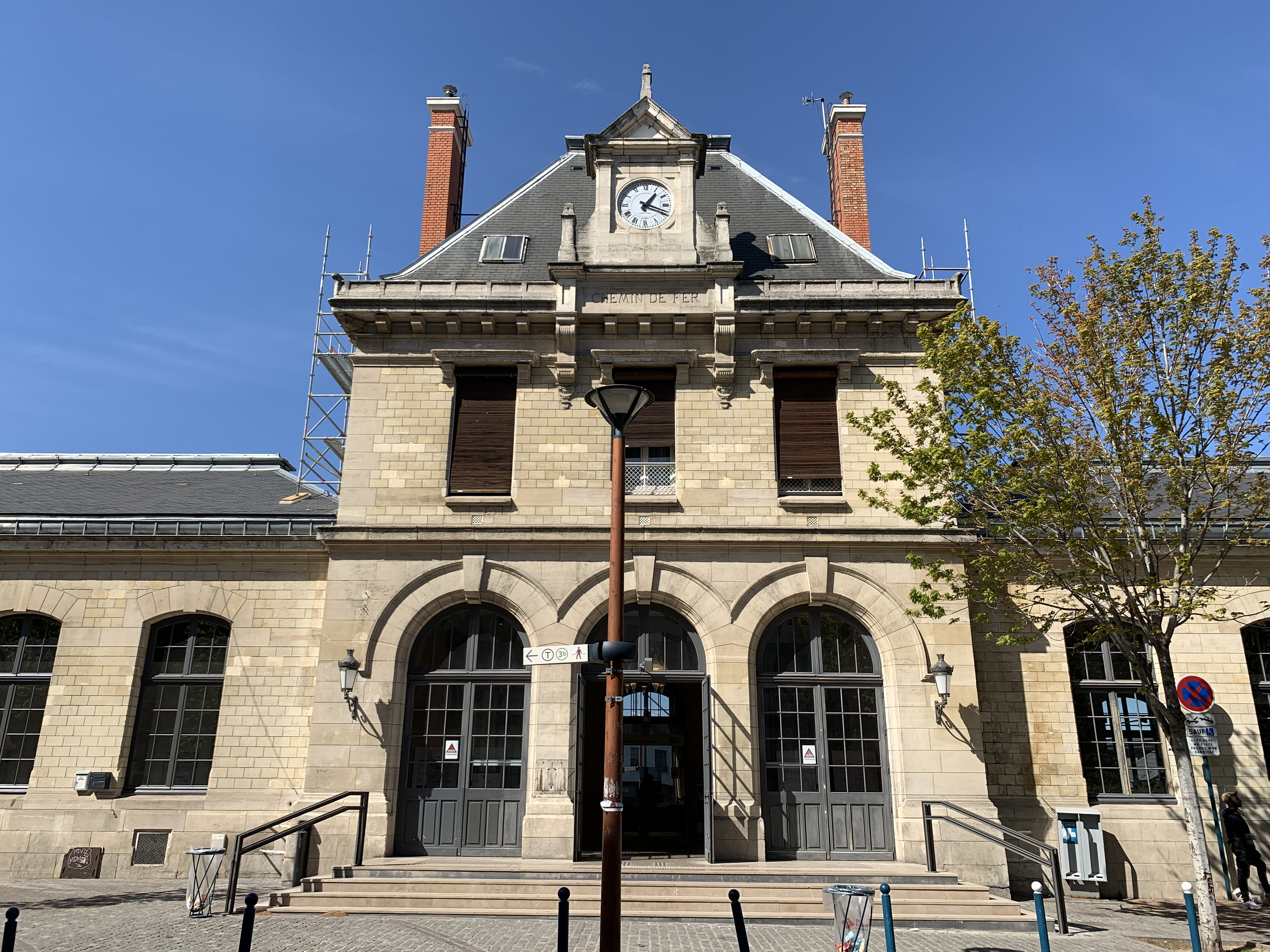
庞坦站的主站房

庞坦位于巴黎－米卢斯铁路上。庞坦站位于市区北部，停靠法兰西岛大区快铁E线的列车。

### 航空
庞坦距离巴黎戴高乐机场和巴黎-奥利机场的公路里程分别大约为19公里和23公里。

### 城市公共交通
法兰西岛大区快铁E线、巴黎地铁5号线和巴黎公交路网的多条公交线路经过庞坦境内。
| 途经庞坦境内的主要公共交通线路                           | 途经庞坦境内的主要公共交通线路 | 途经庞坦境内的主要公共交通线路            | 途经庞坦境内的主要公共交通线路        |
| 站点                                                     | 类型                           | 经纬度                                    | 主要停靠线路                          |
| -------------------------------------------------------- | ------------------------------ | ----------------------------------------- | ------------------------------------- |
| 快铁庞坦站 Pantin RER                                    | 快铁站                         | 48°53′51″N 2°24′00″E / 48.8976°N 2.4001°E | [T] · (E)                             |
| 奥什 Hoche                                               | 地铁站 公交车站                | 48°53′29″N 2°24′10″E / 48.8913°N 2.4027°E | RATP 151 170 330 P'titbus N13 N41 N45 |
| 庞丹教堂 Église de Pantin                                | 地铁站 公交车站                | 48°53′36″N 2°24′49″E / 48.8933°N 2.4137°E | RATP 61 145 147 N45                   |
| 博比尼-庞丹-雷蒙·克诺 Bobigny - Pantin - Raymond Queneau | 地铁站 公交车站                | 48°53′44″N 2°25′33″E / 48.8955°N 2.4257°E | RATP 145 147 318 330 N45              |
| 快铁庞坦站-市政府 Pantin RER Mairie                      | 公交车站                       | 48°53′48″N 2°24′04″E / 48.8966°N 2.4012°E | RATP 151 170 249 330 N13 N41 N140     |
| 夏尔·奥赖 Charles Auray                                  | 公交车站                       | 48°53′26″N 2°24′59″E / 48.8906°N 2.4164°E | RATP 61（自北向南）330                |
| 夏尔·奥赖 Charles Auray                                  | 公交车站                       | 48°53′21″N 2°25′02″E / 48.8892°N 2.4172°E | RATP 61（自西向东）330                |
| 保罗·贝尔公墓 Paul Bert Cimetière                        | 公交车站                       | 48°53′21″N 2°24′36″E / 48.8891°N 2.4101°E | RATP 61 249 330                       |
| 1. 2.                                                    |                                |                                           |                                       |

## 政治

### 市政内阁

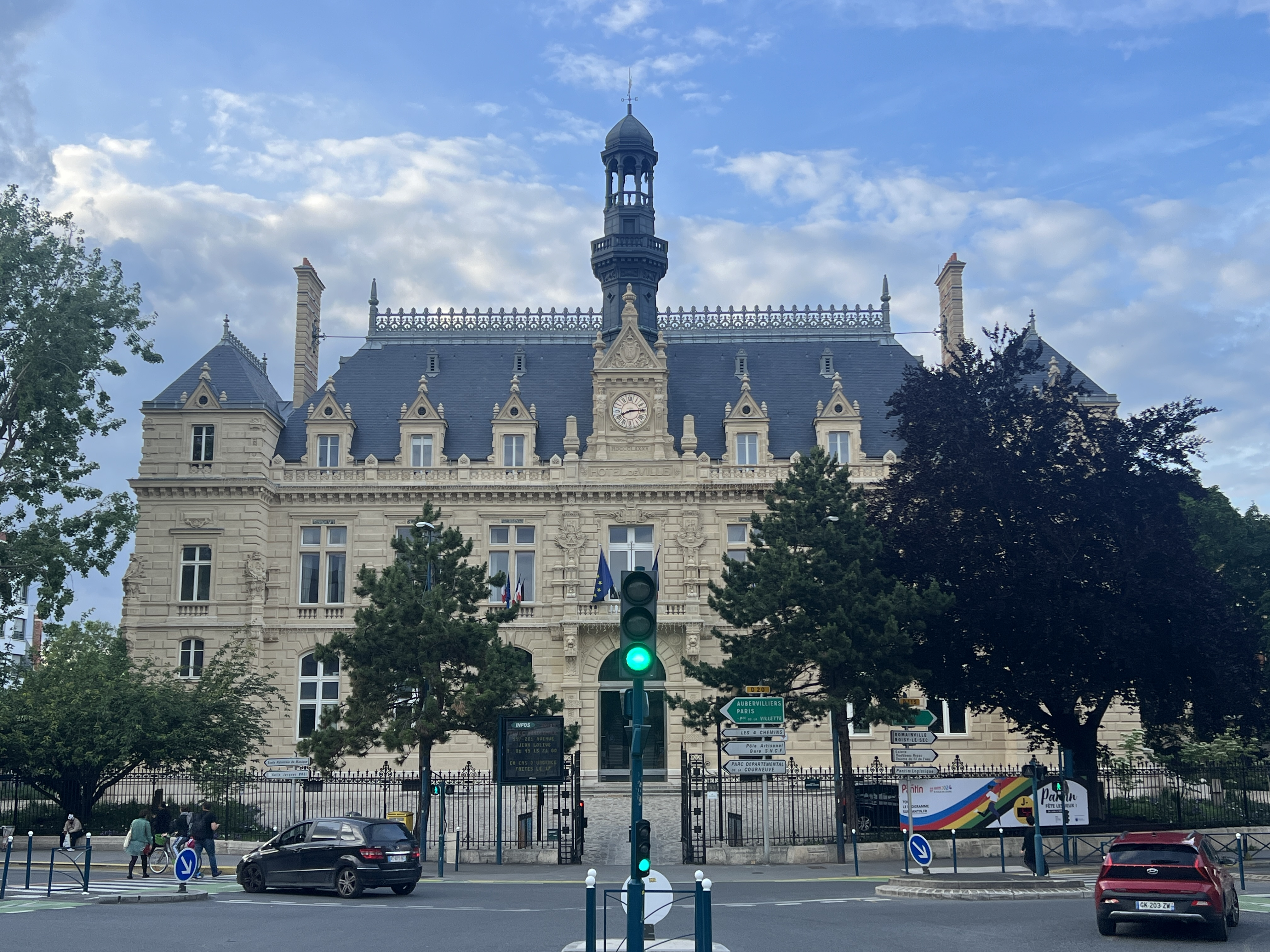
庞坦市政厅

庞坦的现任市长为贝特朗·克恩先生，他是社会党的一名成员，在2020年的市政选举中获得了57.60%的支持率。
| 庞坦历届市长   | 庞坦历届市长                               | 庞坦历届市长         |
| 任期           | 市长                                       | 党派                 |
| -------------- | ------------------------------------------ | -------------------- |
| 1944年－1947年 | Charles BERTRAND 夏尔·贝特朗               | PCF法国共产党        |
| 1947年－1949年 | Paulin CORNET 波兰·科尔内                  | FN国民联盟           |
| 1949年－1953年 | Marcel Eugène LECLERC 马塞尔·欧仁·勒克莱尔 | RPF法国人民联盟      |
| 1953年－1959年 | Louis COLLAVERI 路易·科拉韦里              | SFIO工人国际法国支部 |
| 1959年－1968年 | Jean LOLIVE 让·洛利夫                      | PCF法国共产党        |
| 1968年－1977年 | Fernand LAINAT 费尔南·莱纳                 | PCF法国共产党        |
| 1977年－2001年 | Jacques ISABET 雅克·伊萨贝                 | PCF法国共产党        |
| 2001年－       | Bertrand KERN 贝特朗·克恩                  | PS社会党             |

### 各级选举
| 庞坦历届投票选举结果 | 庞坦历届投票选举结果  | 庞坦历届投票选举结果 | 庞坦历届投票选举结果 | 庞坦历届投票选举结果      | 庞坦历届投票选举结果 | 庞坦历届投票选举结果 | 庞坦历届投票选举结果 | 庞坦历届投票选举结果 | 庞坦历届投票选举结果 |
| 选举项目             | 选举范围              | 选区单位             | 选区单位内的选举结果 | 选区单位内的选举结果      | 选区单位内的选举结果 | 选区单位内的选举结果 | 选区单位内的选举结果 | 选区单位内的选举结果 | 参考资料             |
| 选举项目             | 选举范围              | 选区单位             | 第一轮胜出者         | 第一轮胜出者              | 支持率               | 第二轮胜出者         | 第二轮胜出者         | 支持率               | 参考资料             |
| -------------------- | --------------------- | -------------------- | -------------------- | ------------------------- | -------------------- | -------------------- | -------------------- | -------------------- | -------------------- |
| 2017年法國總統選舉   | 法國                  | 市镇                 |                      | 让-吕克·梅朗雄            | 37.26%               |                      | 埃马纽埃尔·马克龙    | 86.69%               | [ 35 ]               |
| 2017年法国立法选举   | 塞纳-圣但尼省第六选区 | 市镇                 |                      | 亚历山大·艾达拉           | 27.25%               |                      | 巴斯蒂安·拉绍        | 55.23%               | [ 35 ]               |
| 2019年欧洲议会选举   | 法國                  | 市镇                 |                      | 亚尼克·雅多               | 20.17%               | （不适用）           | （不适用）           | （不适用）           | [ 37 ]               |
| 2021年法国省级选举   | 塞纳-圣但尼省         | 县                   |                      | 纳迪娅·阿祖格 马蒂厄·莫诺 | 40.56%               | （无）               | （无）               | （无）               | [ 38 ]               |
| 2021年法国省级选举   | 塞纳-圣但尼省         | 市镇                 |                      | 纳迪娅·阿祖格 马蒂厄·莫诺 | 39.89%               | （无）               | （无）               | （无）               | [ 38 ]               |
| 2021年法国大区选举   | 法蘭西島大區          | 市镇                 |                      | 克莱芒蒂娜·奥坦           | 23.6%                |                      | 朱利安·巴尤          | 65.11%               | [ 39 ]               |
| 2022年法国总统选举   | 法國                  | 市镇                 |                      | 让-吕克·梅朗雄            | 53.83%               |                      | 埃马纽埃尔·马克龙    | 83.23%               | [ 35 ]               |
| 2022年法国立法选举   | 塞纳-圣但尼省第六选区 | 市镇                 |                      | 巴斯蒂安·拉绍             | 59.04%               |                      | 巴斯蒂安·拉绍        | 75.42%               | [ 35 ]               |

## 人口
2021年，庞坦市镇人口数量为60,800，在法国排名第94位。其中男性30,112人，女性30,307人，75岁及以上人口占4.1%，外籍人口数量为15,124人，人口密度为12,136人/平方公里，当地居民被称为（男性）或（女性）。2022年，庞坦境内出生865人，死亡人口337人。
| 庞坦1901年－2021年人口变化情况 |
|                                |
| 数据来源：Cassini、INSEE       |

## 经济

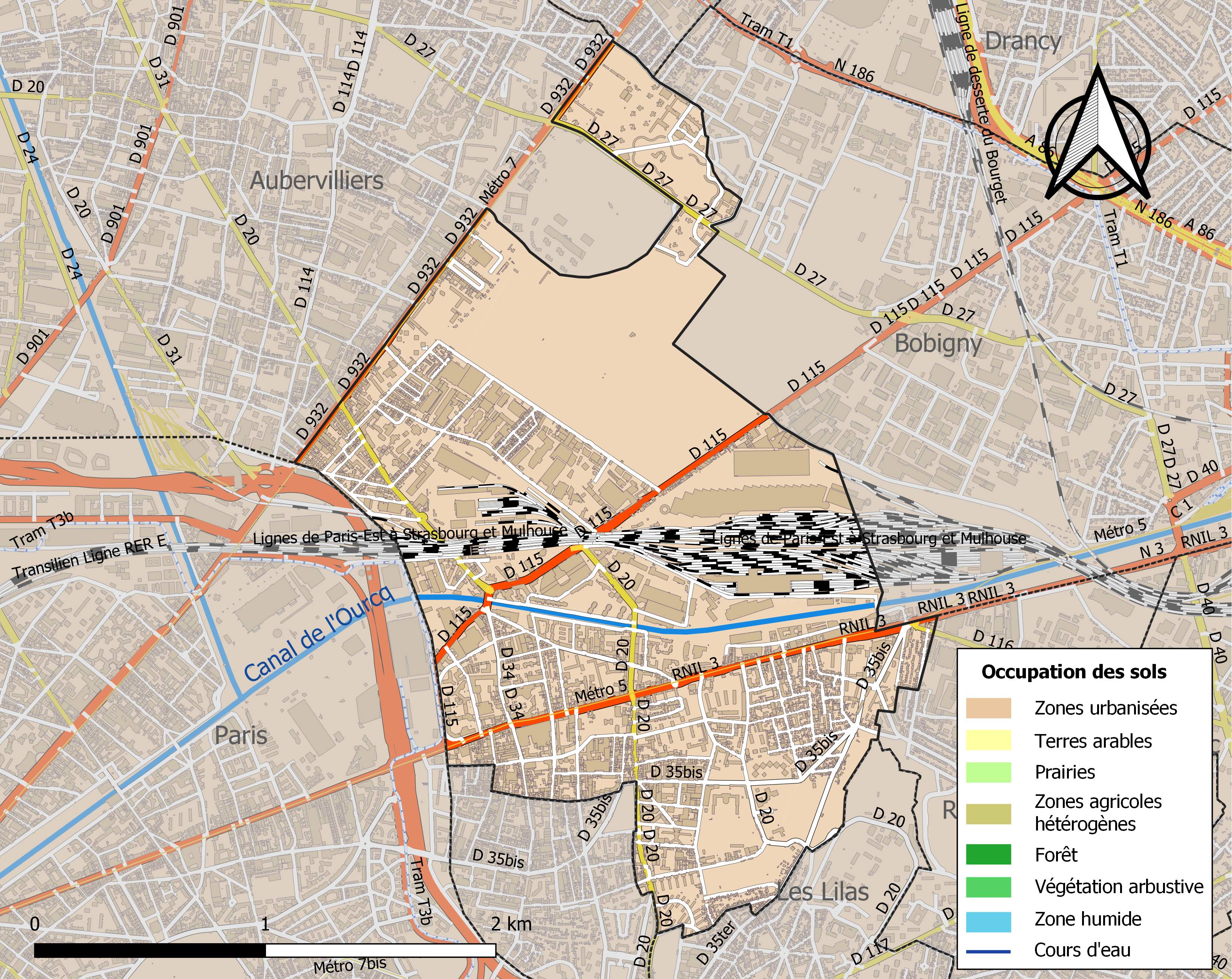
庞坦土地利用情况地图

庞坦是巴黎的一个近郊卫星城。截至2024年6月，庞坦市镇范围内共有各类用人单位（包含自雇）16,615家，平均历史为11年，其中99.36%为中小型企业（PME），2024年4月至6月间，当地的经济活力指数为0.01%。 （通信设备批发）、（电子商务）及（光电设备维修）是当地2022年营业额最高的三个企业，分别为126,106,756欧元、55,887,193欧元和19,033,277欧元。

## 财政与居民收入
2022年，庞坦的财政收入总额为152,034,000欧元，财政支出总额为134,297,000欧元，当年的债务总额为99,699,600欧元。2022年，庞坦市镇通过增值税获得5,594,370欧元的收入，此外当地还共获得了7,372,110欧元的国家直接财政补助。
| 庞坦居民收入情况                                 | 庞坦居民收入情况 | 庞坦居民收入情况      | 庞坦居民收入情况 |
| 内容                                             | 庞坦             | 法国                  | 统计年份         |
| ------------------------------------------------ | ---------------- | --------------------- | ---------------- |
| 征税家庭总数                                     | 22,736           | 1,081（法国市镇平均） | 2022年           |
| 居民平均月收入                                   | 2,470欧元        | 2,435欧元             | 2022年           |
| 高级职员人均月收入                               | 3,910欧元        | 4,331欧元             | 2021年           |
| 中级职员人均月收入                               | 2,460欧元        | 2,470欧元             | 2021年           |
| 普通职员人均月收入                               | 1,795欧元        | 1,801欧元             | 2021年           |
| 贫困率                                           | 27%              | 14.5%                 | 2020年           |
| 青壮年（15至64岁）失业率                         | 15.4%            | 7.4%                  | 2020年           |
| 征税家庭数量占比                                 | 41.2%            | 45.5%                 | 2020年           |
| 家庭年均纳税                                     | 3,763欧元        | 4,393欧元             | 2022年           |
| 资料来源：INSEE、L'Internaute、Le Journal du Net |                  |                       |                  |

## 社会事务

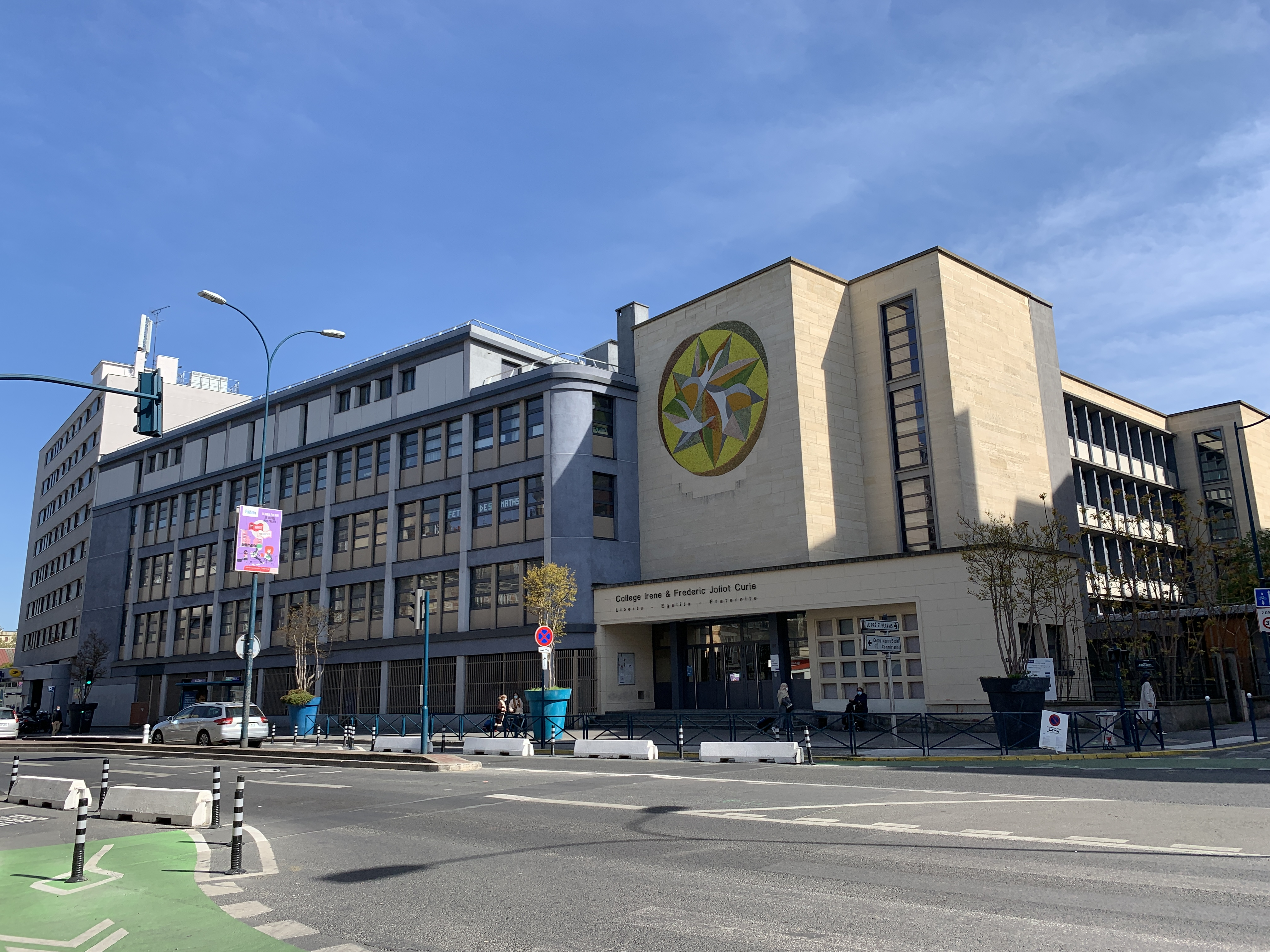
庞坦的一所初级中学

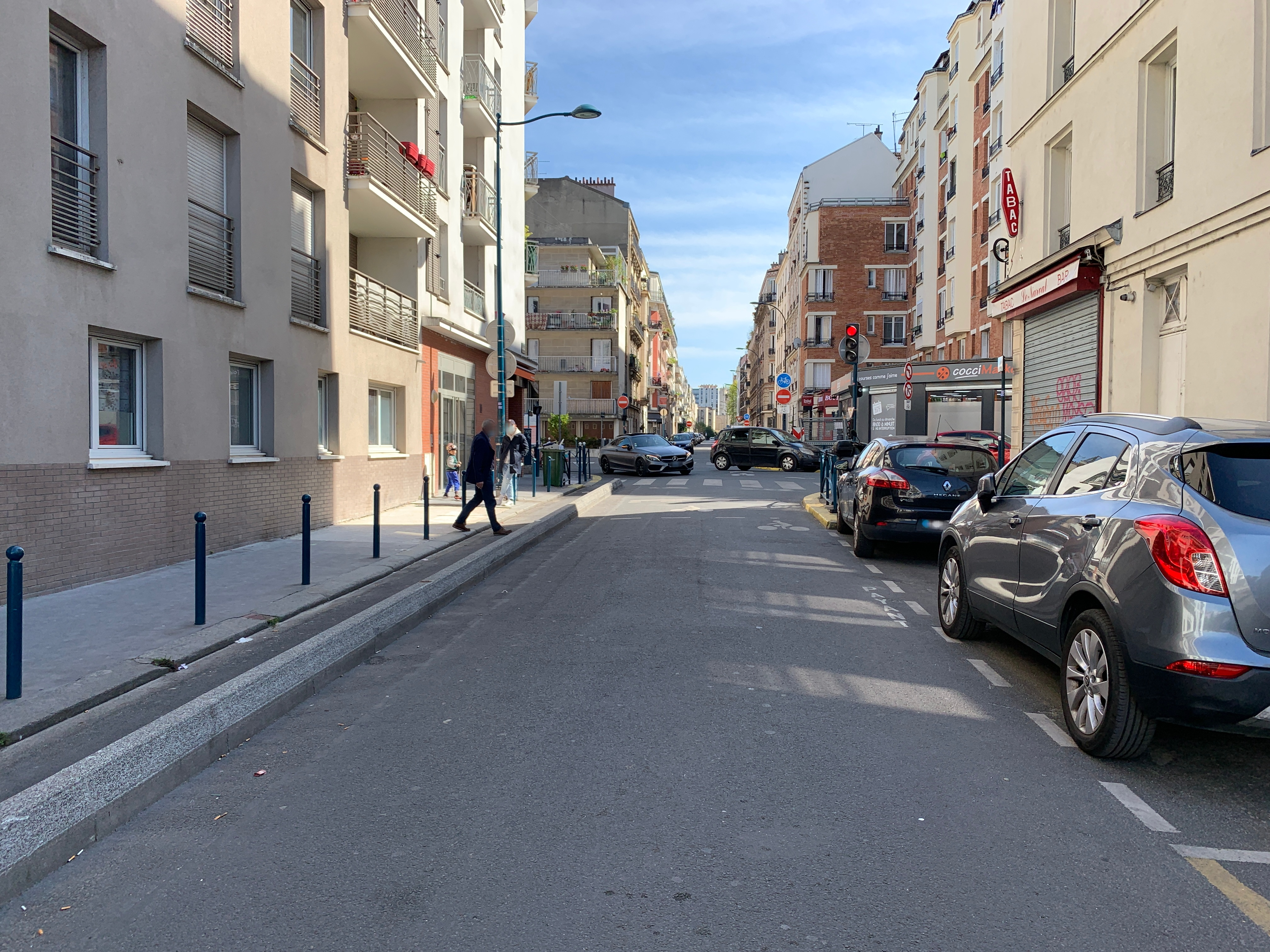
艾蒂安·马塞尔街

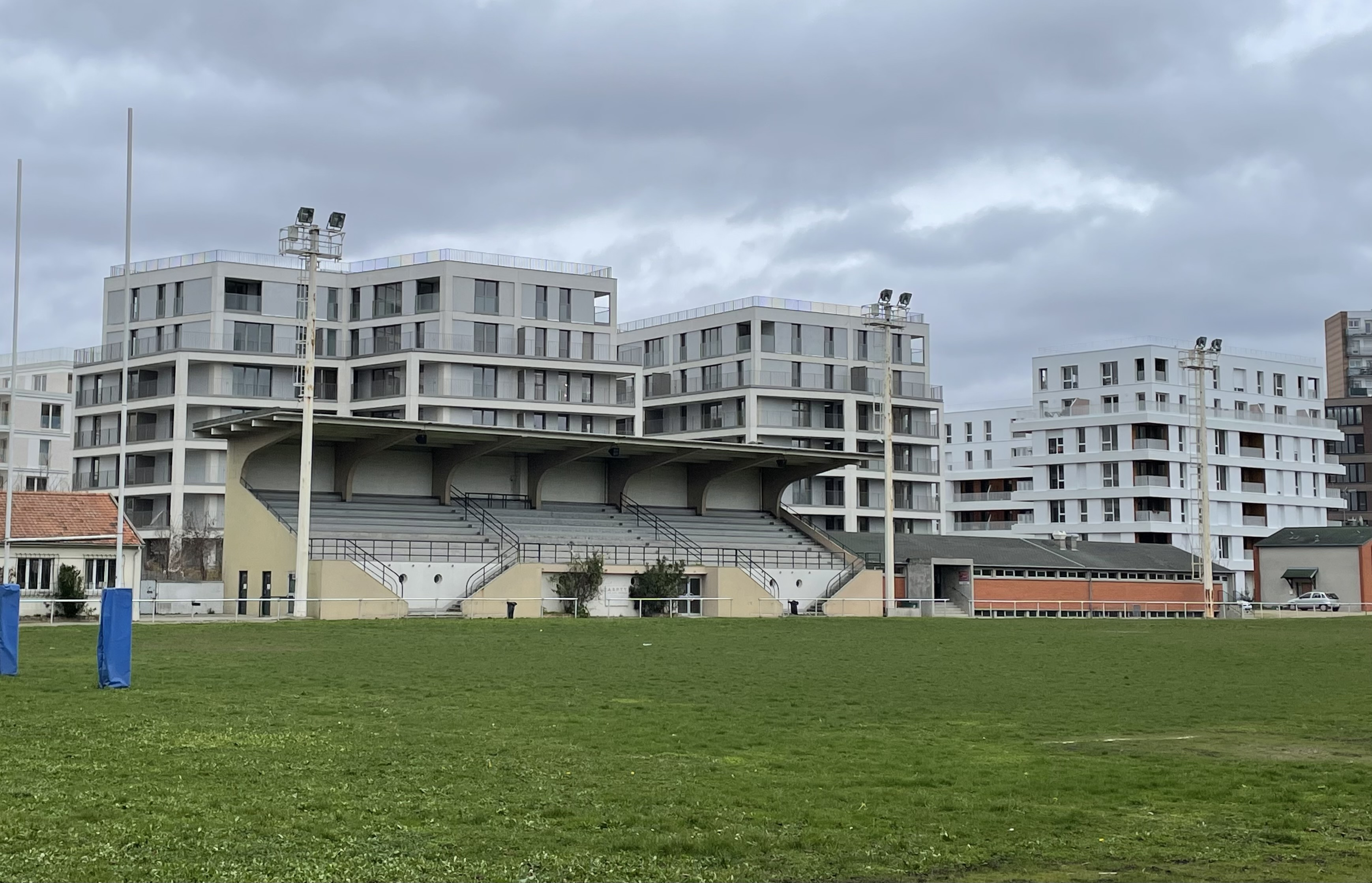
拉乌尔·蒙布朗球场

### 教育
庞坦属于克雷泰伊学区。截至2021年1月1日，庞坦境内共有11所幼儿园、17所小学、7所初级中学、3所普通高中和1所职业高中。2022至2023学年度，庞坦境内共有在校中等教育阶段学生5,184名。
在高等教育方面，格勒诺布尔管理学校在庞坦设有一处校区。

### 医疗
截至2021年1月1日，庞坦境内共有全科医生25名、保健师49名、牙医22名、护士25名、耳科医生2名、眼科医生4名、皮肤科医生1名、助产士4名和儿科医生2名。境内共有药房15家、养老院2家、残疾人帮扶中心3家。
距离庞坦最近的区域性医疗机构为阿维塞讷医院，该院是巴黎公共医疗集团的成员，也是巴黎第八大学的教学医院，其主病区医院位于博比尼境内，距离庞坦市区的正常车程在10分钟以内，该院设有床位543个，是博比尼区内规模最大的公立综合性医院。

### 住房
2020年，庞坦境内共有各类住房27,582套，其中3.6%为独立式住宅，94.7%为集中式住宅。常住房屋占庞坦市镇范围内居民建筑总量的93.8%。
在住房保障政策方面，2022年，庞坦境内共有6,759户家庭获得了住房经济补助，受益人数占总人口数量的11.1%，其中6,644份为房租补助。

### 商业
2021年，庞坦境内共有各类实体商铺1,901家，其中餐厅289家、大型超市12家、杂货店73家、面包房41家、肉铺17家、书店7家、装饰品店2家、银行门店15家、美容美发店55家、汽车维修店43家。庞坦镇中心建有E.Leclerc、Intermarché、Aldi、Franprix、Biocoop等超市。

### 体育
2021年，庞坦境内共有2家游泳池、9间体育馆、3座综合体育场、9处网球场、5处足球或橄榄球场以及4处篮球或排球场。
截至2024年6月，庞坦奥林匹克（Olympique de Pantin，编号546942）是庞坦境内唯一的一家注册足球俱乐部，该俱乐部成立于1908年，后几经合并重组，其主队2024至2025赛季参加法兰西岛大区足球联赛丙组（法国第八级别），其主场为夏尔·奥赖球场（Stade Charles Auray）。

### 环境
庞坦的环境事务由其所属的大巴黎都会区联合各级政府协调负责。2021年，庞坦境内共有1家污染企业。

### 治安
2020年，庞坦境内累计记录各类案件5,606起，其中盗窃类案件2,975起，经济类案件572起，毒品交易类案件379起。

## 文化
2021年，庞坦境内共有4家剧场、1家电影院、2家博物馆和1家音乐厅。庞坦境内建有三处图书馆（Bibliothèque），分布于不同的街区内。

### 建筑
庞坦境内有多处历史建筑，其中圣日耳曼教堂、庞坦大磨坊等为法国国家文物保护单位。

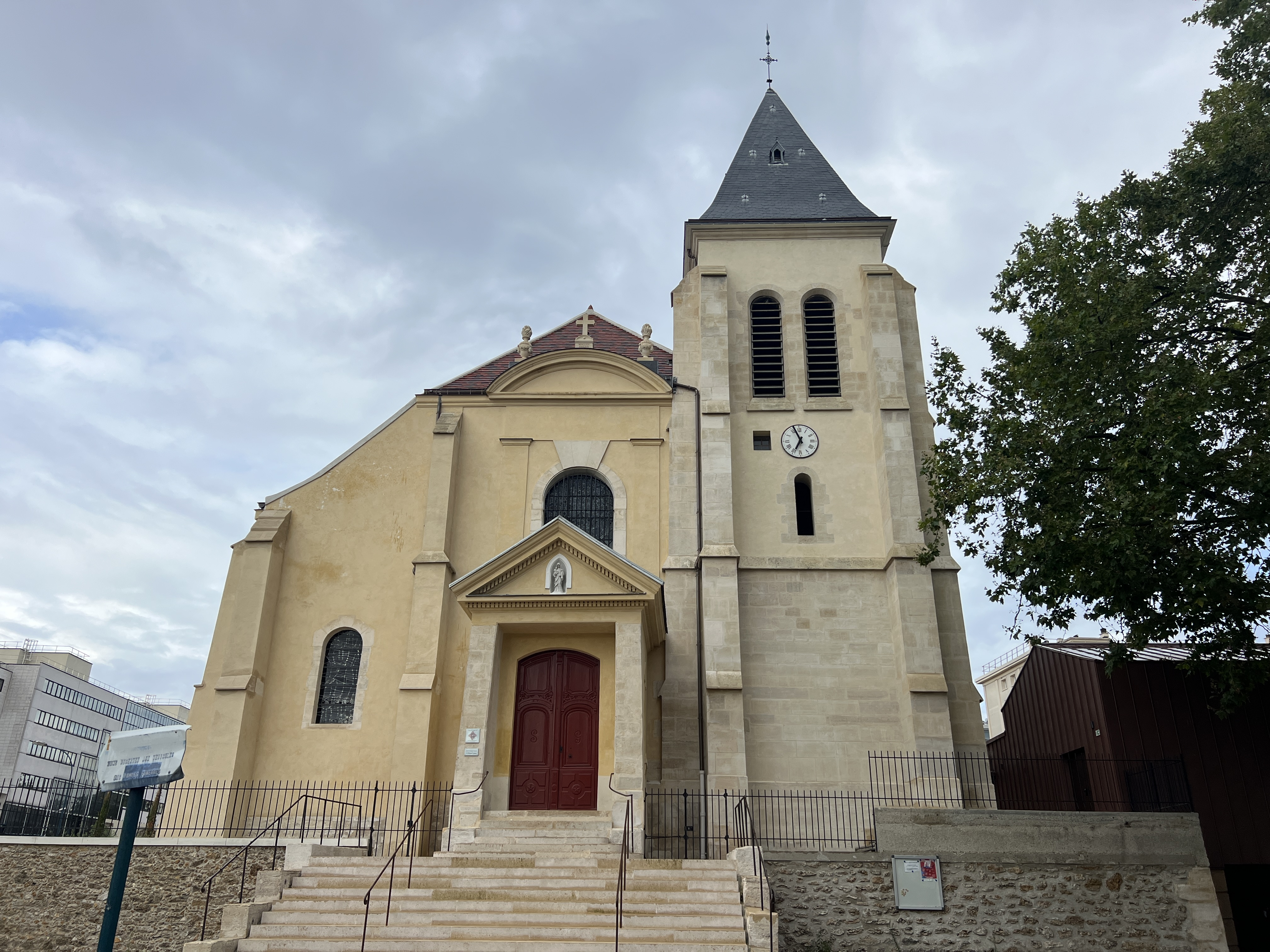
圣日耳曼教堂（法语：Église Saint-Germain de Pantin）
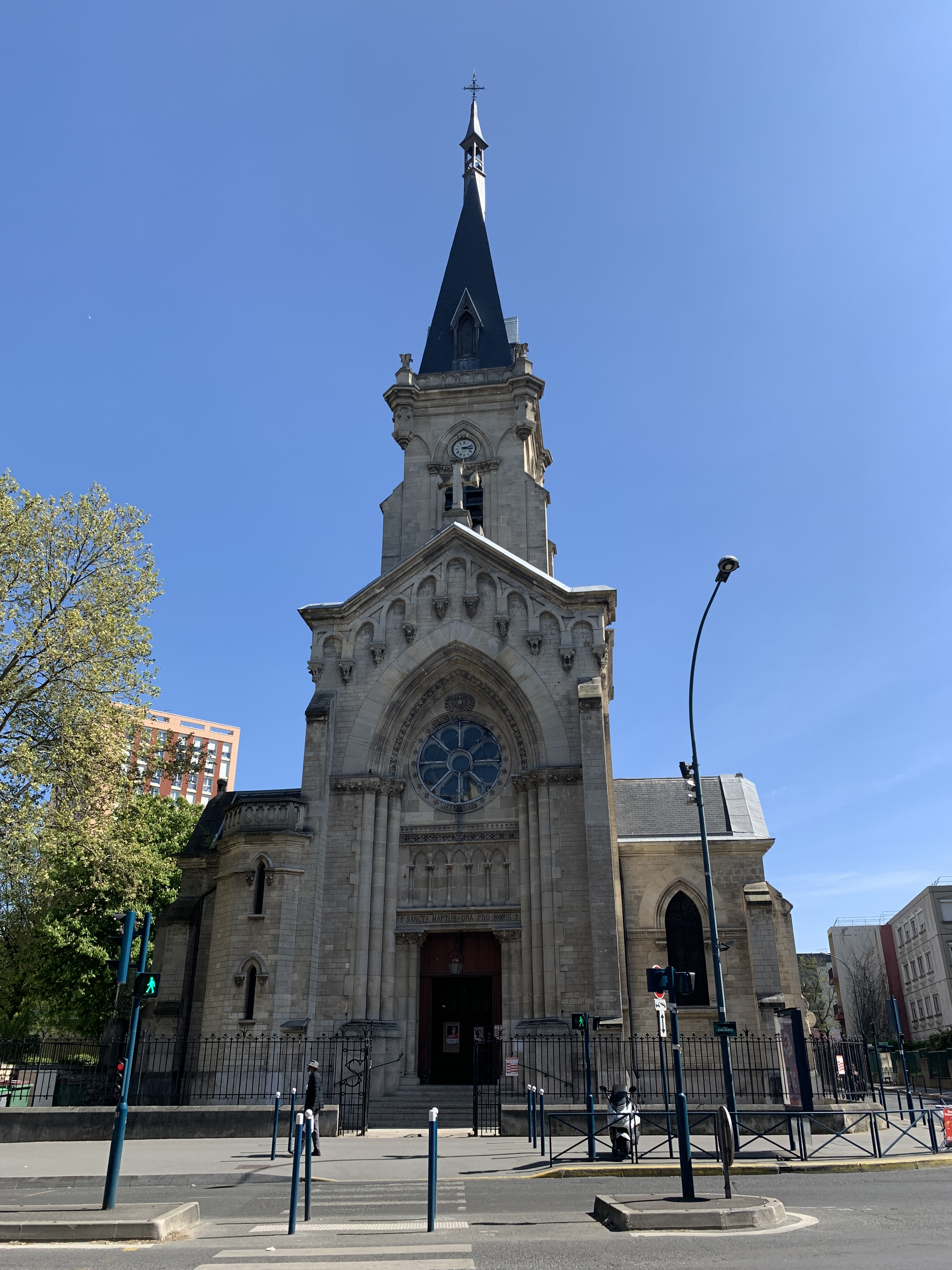
四路圣马尔特教堂（法语：Église Sainte-Marthe des Quatre-Chemins）
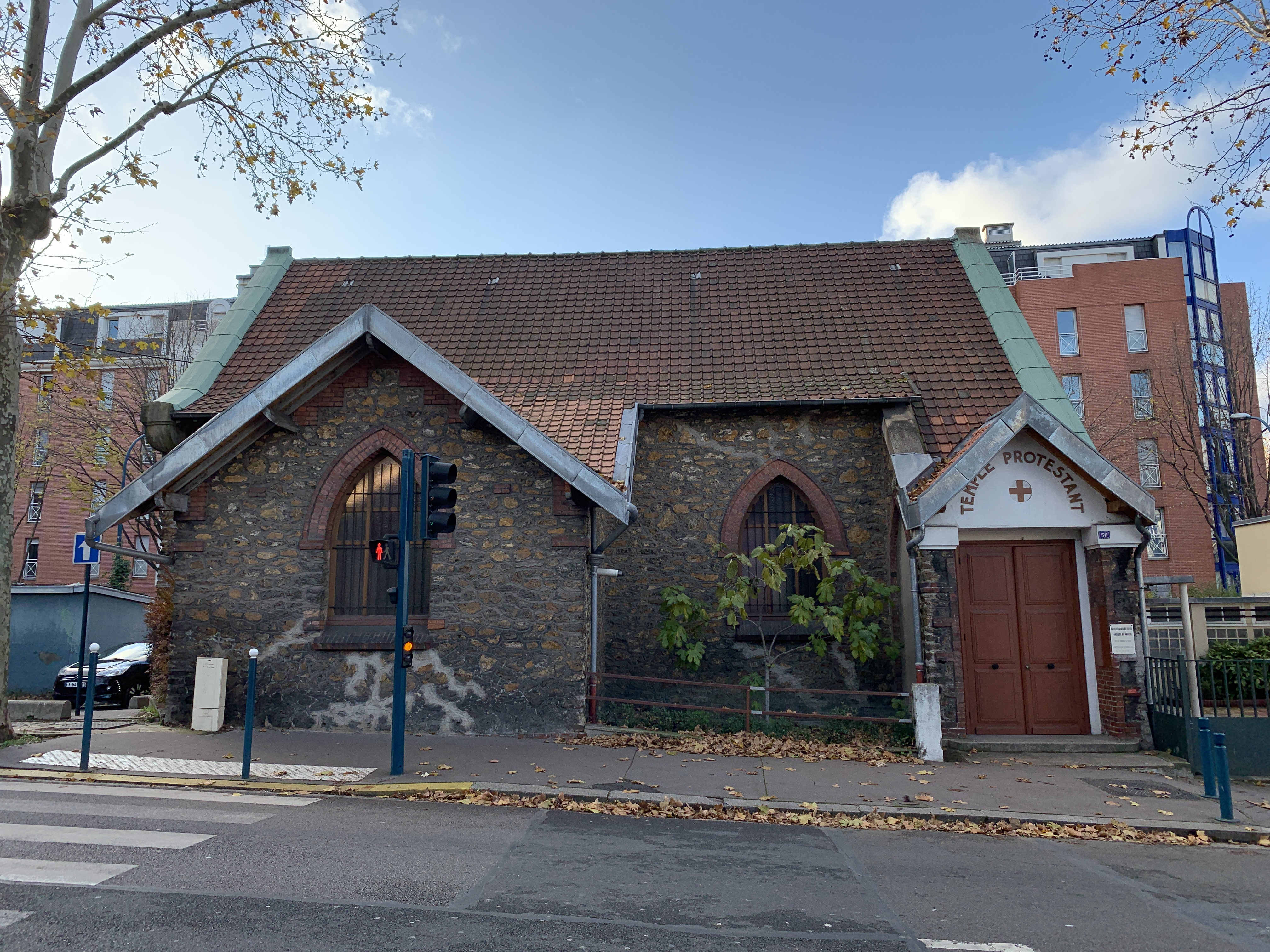
新教教堂
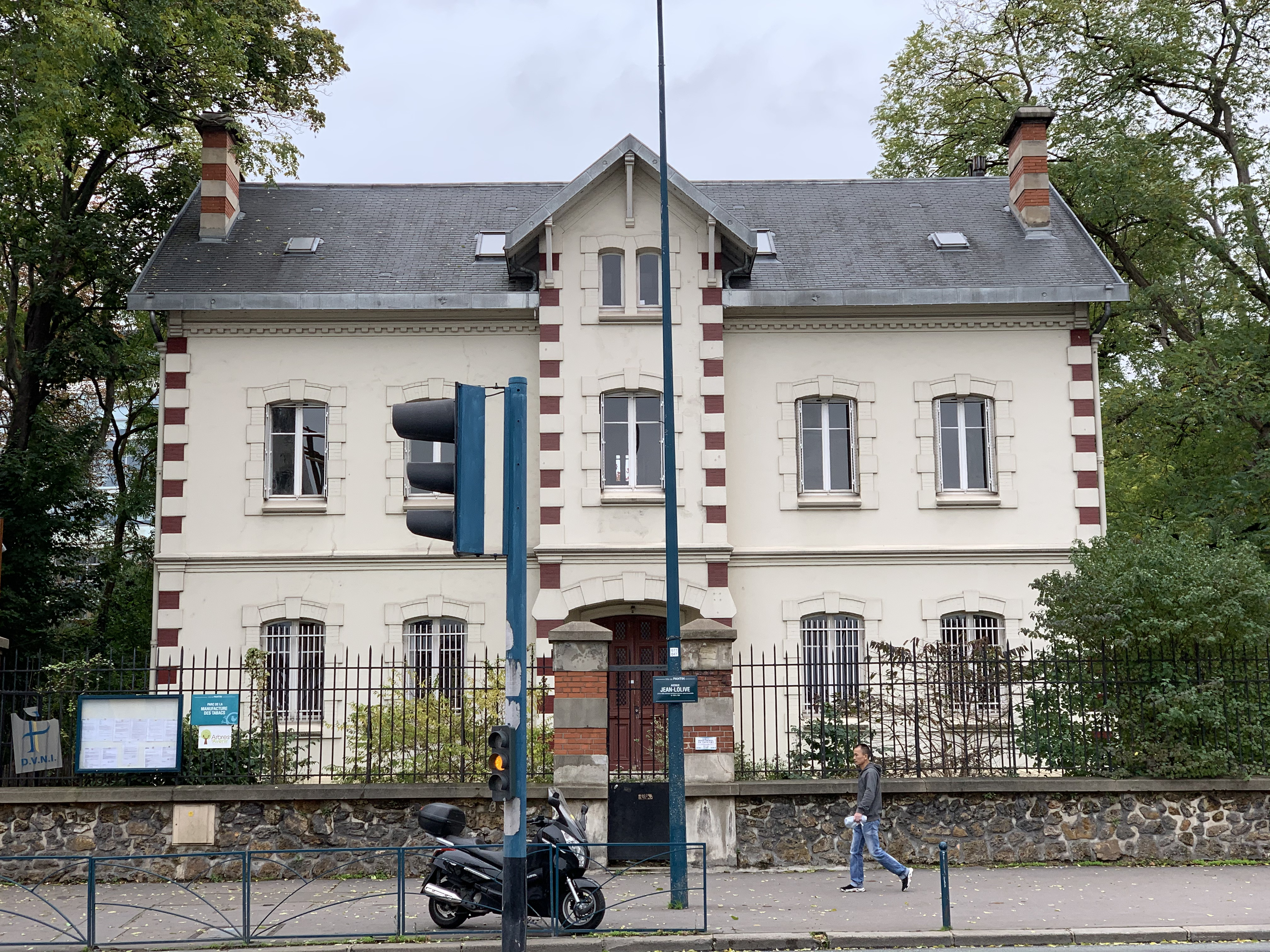
烟草手工厂旧址
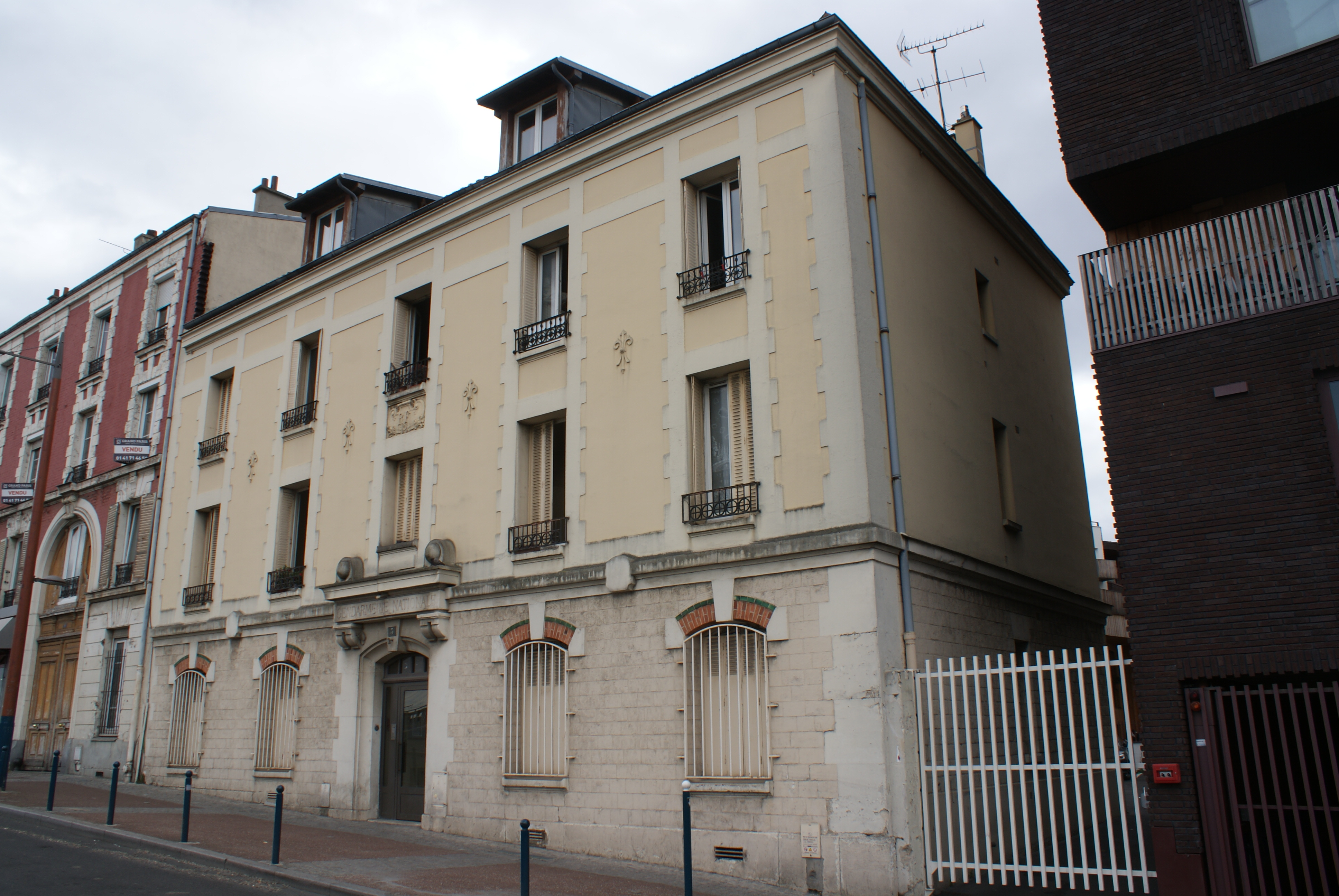
宪兵队旧址
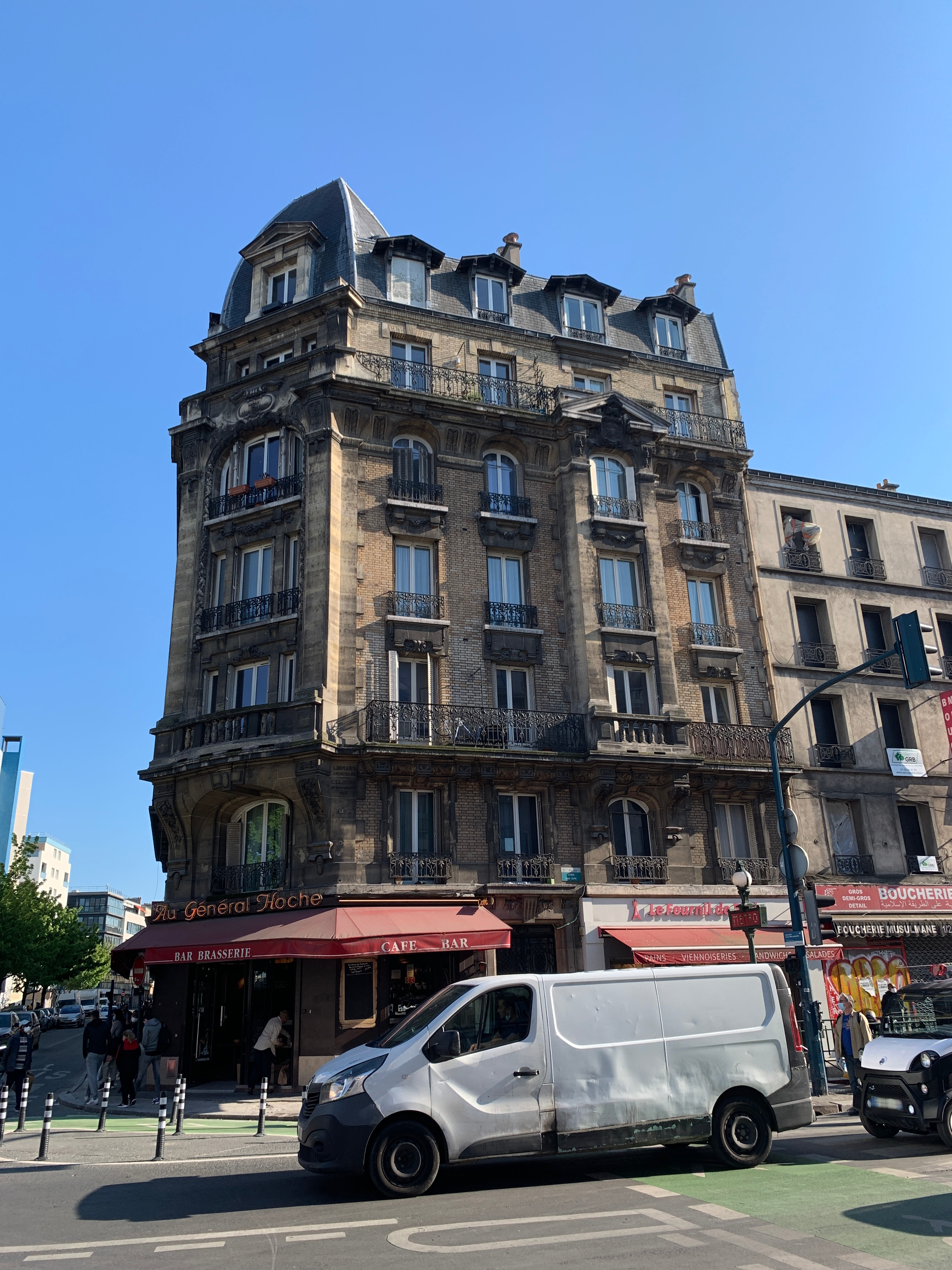
近代公寓
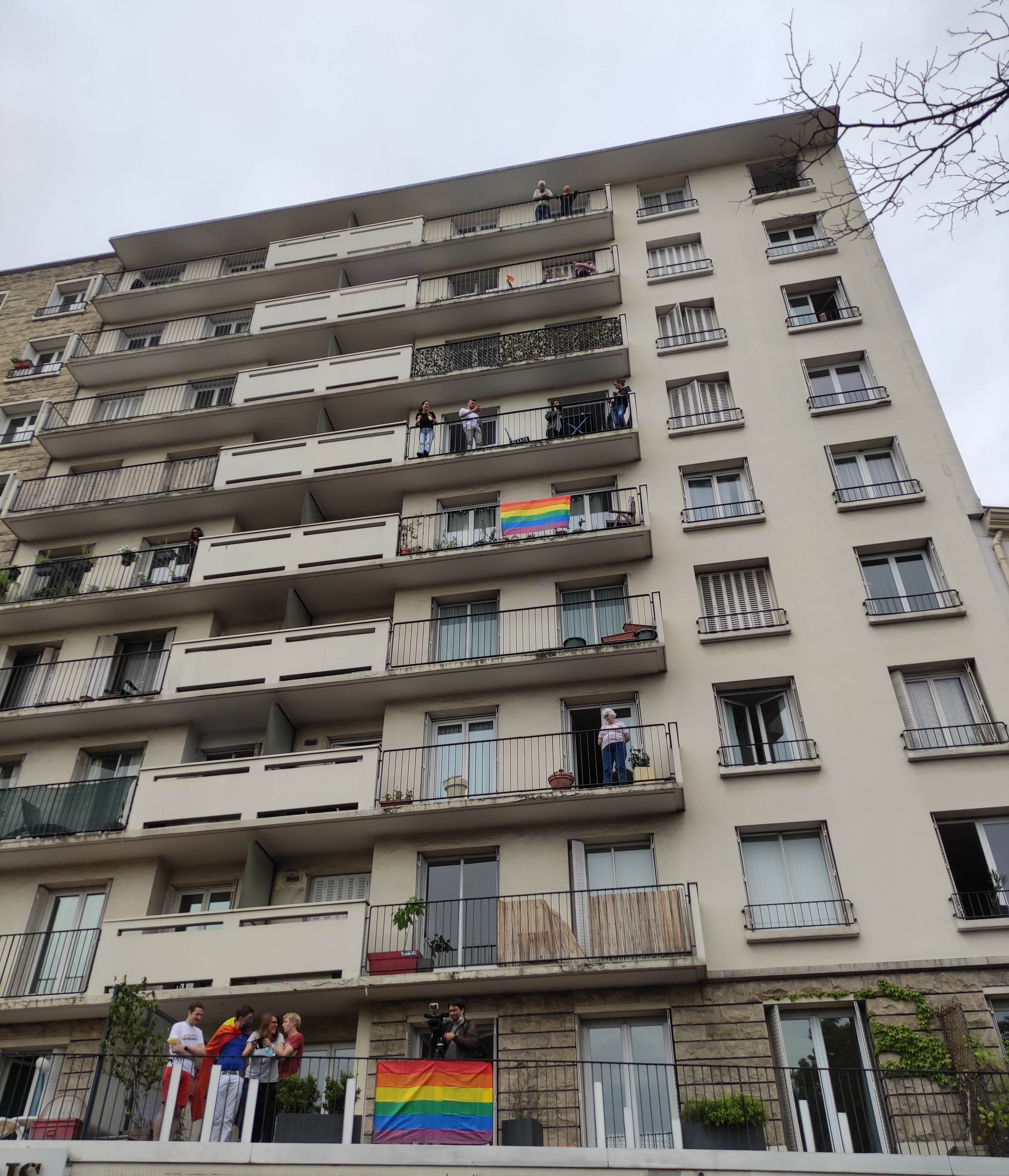
现代公寓
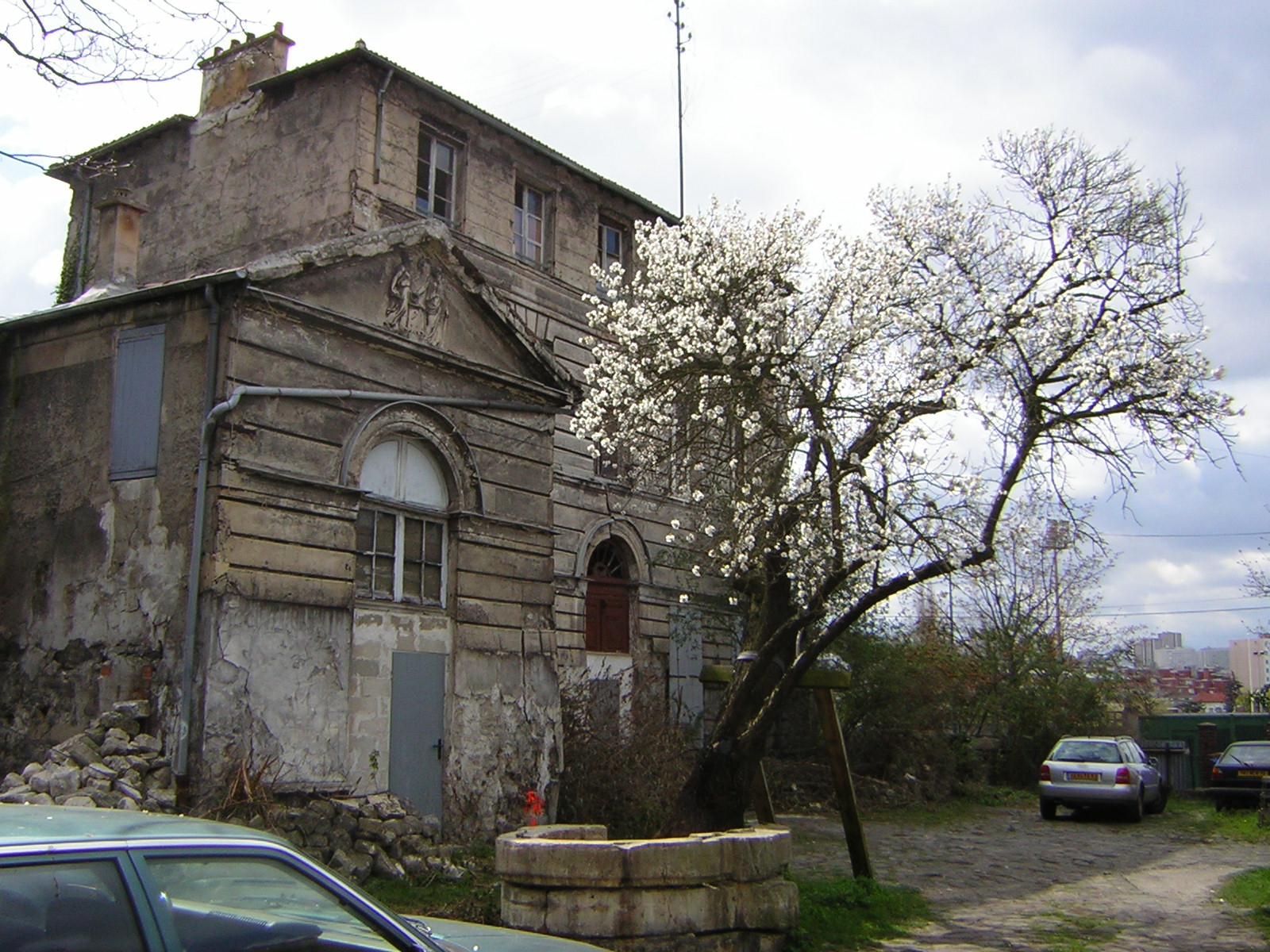
传统民居

### 旅游
庞坦的旅游事务由其所属的大巴黎都会区联合各级政府协调负责。2023年，庞坦境内共有7家酒店共计604间房间。

### 媒体
法国主要的媒体均可在庞坦接收，法国电视三台下属的法兰西岛大区频道在部分时段播出庞坦所在塞纳-圣但尼省的地方新闻。《巴黎人报》、蓝色法兰西巴黎广播、BFM电视台法兰西岛频道等是当地主要的地方性媒体。

## 相关人物
法国赛车手安德烈·拉加什、演员阿尔贝·普雷让、女演员瓦莱丽·卡尔桑蒂、篮球运动员穆罕默杜·贾伊特和足球运动员加布里埃尔·奥贝坦出生于庞坦。

## 友好城市
截至2024年6月，庞坦共与两座城市建立了友好城市关系：
- 德国 斯坎迪奇
- 俄羅斯 莫斯科梅夏涅区